# گابریلا فارینون
گابریلا فارینون (انگلیسی: Gabriella Farinon؛ زادهٔ ۱۷ اوت ۱۹۴۱) بازیگر و مجری اهل ایتالیا است.
از فیلم‌ها یا برنامه‌های تلویزیونی که وی در آن نقش داشته‌است، می‌توان به بورسالینو و شرکا اشاره کرد.